# Королевский автомобильный клуб Каталонии
Королевский автомобильный клуб Каталонии (кат. Reial Automòbil Club de Catalunya, сокр. RACC) — крупнейший клуб автомобилистов в Испании. RACC предоставляет услуги более чем одному миллиону своих членов в Испании. Годовой оборот организации составляет 450 млн евро.
Королевский автомобильный клуб Каталонии оказывает следующие виды услуг: полная персональная помощь (помощь при аварии, медицинская помощь, помощь на дому, оказание юридической помощи), образовательные услуги, помощь путешественникам и страховые услуги. RACC является главным автомобильным страховым брокером Испании с более чем 800000 полисами.
RACC является активным членом Международной автомобильной федерации и Международного туристского альянса.
Президентом клуба с 1985 года является Себастьян Салвадо Пландиура (Sebastià Salvadó Plandiura).